# Svanabyn
Svanabyn ist ein Ort (småort) in der schwedischen Provinz Västerbottens län sowie der historischen Provinz (landskap) Lappland. Der Ort gehört zur Gemeinde Dorotea.
Der Ort liegt am sekundären Länsväg AC 925 zwischen den beiden Seen Svanavattnet und Ullsjön. Svanabyn besitzt eine kleine Kirche. Der nächste größere Ort, der Gemeindesitz Dorotea mit etwa 1500 Einwohnern, liegt etwa 25 Kilometer nordwestlich entfernt.
Der schwedische Autor Helmer Grundström (1904–1986) lebte hier in dieser Gegend.